# Systropha bispinosa
Systropha bispinosa är en biart som beskrevs av Heinrich Friese 1914. Systropha bispinosa ingår i släktet Systropha och familjen vägbin. Inga underarter finns listade i Catalogue of Life.